# アトリエ (アルバム)
『アトリエ』は、山崎まさよし通算6枚目のオリジナルアルバム。2003年6月25日発売。発売元はユニバーサルミュージック。 

## 解説
前作『transition』以来約2年ぶりとなるフルアルバム。『STEREO』シリーズや『SHEEP』の流れを汲む完全セルフプロデュース・アルバムで、全ての作詞・作曲・編曲および楽器の演奏を山崎一人で行っている。「ひとり」をテーマにスタジオに約半年間一人で篭り製作されたため、「独り」や「孤独」といった雰囲気をこめた詞が多くなっているのが特徴のひとつである。
アルバム名に関しては、製作過程最初の段階で「アトリエ」という楽曲が作られていたため、スタッフが「じゃあ『アトリエ』でどうか」と提案したことに由来するという。 先行シングル『未完成』の初回盤CDジャケットでは、アトリエのようなスタジオでスケッチをする山崎本人の写真が使用されたほか、本アルバム・ジャケットの自画像は山崎本人が描いている。 
初回盤には、歌詞カードサイズの写真入絵葉書と、セルフ・ポートレイトの応募ハガキが付属され、CDケースも通常のものより厚みのあるものであった。購入特典として、店舗によっては店頭でポストカードが付加される場合があった。
2007年12月19日には、アナログ盤がボックス仕様でがリリースされている。

## 収録曲
| 全作詞・作曲・編曲: 山崎将義。 |                                     |          |            |      |
| #                              | タイトル                            | 作詞     | 作曲・編曲 | 時間 |
| 1.                             | 「君とピクニック」                  | 山崎将義 | 山崎将義   | 2:32 |
| 2.                             | 「未完成」                          | 山崎将義 | 山崎将義   | 4:56 |
| 3.                             | 「神様も知らない午後」              | 山崎将義 | 山崎将義   | 4:38 |
| 4.                             | 「レイトショウへようこそ」          | 山崎将義 | 山崎将義   | 5:21 |
| 5.                             | 「僕と不良と校庭で」                | 山崎将義 | 山崎将義   | 4:06 |
| 6.                             | 「Doubt!」                          | 山崎将義 | 山崎将義   | 4:57 |
| 7.                             | 「サマエルの記憶」                  | 山崎将義 | 山崎将義   | 4:12 |
| 8.                             | 「オモイスゴシ」                    | 山崎将義 | 山崎将義   | 4:17 |
| 9.                             | 「最後の海」                        | 山崎将義 | 山崎将義   | 3:50 |
| 10.                            | 「アトリエ」                        | 山崎将義 | 山崎将義   | 4:44 |
| 11.                            | 「untitled」                        | 山崎将義 | 山崎将義   | 4:28 |
| 12.                            | 「全部、君だった。-Album Version-」 | 山崎将義 | 山崎将義   | 5:37 |
| 合計時間:                      | 合計時間:                           | 53:38    |            |      |

### 楽曲解説
1. 君とピクニック
  - 「橋の上のロールスロイス」「サプリメントのマッスル」など意味のない単語が並べられている。
2. 未完成
  - 16thシングル。アルバム中で唯一、英語のフレーズが歌われている。
3. 神様も知らない午後
4. レイトショウへようこそ
  - 後に、2010年2月28日に神戸市のライブハウスWYNTERLANDで行われた「音届SPECIAL LIVE」でのライブテイクが26thシングル『HOBO Walking』のカップリング曲として収録されている。
5. 僕と不良と校庭で
  - 17thシングル。タイトルはポール・サイモンの「僕とフリオと校庭で」から取っている。山崎曰く、自身の学生時代の思い出も多少込められているという。
6. Doubt!
  1. Corridor
    - 「Doubt!」の終了後に流れるピアノインスト。曲同士をつなぐ回廊 (Corridor) という意味合いで作られた。2タイトルが一続きになっているため、1トラックには数えられない。
7. サマエルの記憶
耽美な歌詞が特徴の曲。サマエルとは旧約聖書に登場する堕天使の名前。「天使の記憶」というタイトルも考えたそうだが、アイドルの曲みたいだと思い変えたという。
8. オモイスゴシ
9. 最後の海
  - 17thシングルのカップリング曲。本作では唯一の弾き語り曲である。曰く瀬戸内の海をイメージして作ったとのこと。
10. アトリエ
11. untitled
  - 詩的な歌詞が特徴の曲。山崎曰く川をイメージしたらしい。
12. 全部、君だった。-Album Version-
  - 15thシングルのアルバムバージョン。読み違えを防ぐため、タイトルに「、」と「。」が付けられている。シングルよりも後奏が長くなっている。

## 関連作品
- BLUE PERIOD - ベストアルバム。「未完成」「僕と不良と校庭で」「全部、君だった。」収録。
- The Road to YAMAZAKI 〜the BEST for beginners〜 - ベストアルバム。「最後の海」収録。